# Monte Carmelo
Monte Carmelo là một đô thị thuộc bang Minas Gerais, Brasil. Đô thị này có diện tích 1353,677 km², dân số năm 2007 là 45819 người, mật độ 37,4 người/km².